# Nowyj Bieltir
Nowyj Bieltir (ros. Новый Бельтир) – wieś w Rosji, w Republice Ałtaju, w rejonie kosz-agackim. W 2010 liczyła 904 mieszkańców.